# 拉法河
拉法河位于中华人民共和国吉林省蛟河市北部，是蛟河右岸支流。河名源自满语“拉佛”（满文：ᠯᡝᡶᡠ，转写：lefu），意为“熊”，故曾有“黑瞎子河”的俗称。拉法河发源于蛟河市北部新站镇老爷岭东侧，蜿蜒向南流经新站镇平原村、复兴村、养鱼村、吉祥村、五家子村、文化村和拉法街道等地，最后于蛟河市区汇入蛟河。河长56.7千米，流域面积885平方千米，河道平均比降2.8‰。年均径流量2.7亿立方米。拉法河上游多山丘，水流较急；中游两岸为丘陵，山坡多为耕地，植被差；下游河槽宽广，水流平稳，洪水时水面宽可达1000米以上，河岸冲刷河塌岸现象严重。中下游拉法街道驻地以东有拉法隘口，地势险要，是通往吉林省东部边疆地区的咽喉要道。第二次国共内战期间，该地曾爆发拉法战斗。